# Eir Hlésdóttir
Eir Chang Hlésdóttir (* 28. September 2007) ist eine isländische Leichtathletin, die sich auf den Sprint spezialisiert hat. Aktuell ist sie Inhaberin des Landesrekordes im 200-Meter-Lauf.

## Sportliche Laufbahn
Erste internationale Erfahrungen sammelte Eir Hlesdóttir im Jahr 2023, als sie bei der 2. Liga der Team-Europameisterschaft im Rahmen der Europaspiele in Chorzów mit der isländischen 4-mal-100-Meter-Staffel in 46,69 s den dritten Platz im B-Lauf belegte und mit der Mixed-Staffel über 4-mal 400 Meter mit 3:29,99 min auf Rang acht im B-Lauf landete. Im Jahr darauf schied sie bei den U18-Europameisterschaften in Banská Bystrica mit 56,75 s im Halbfinale im 400-Meter-Lauf aus und anschließend kam sie bei den U20-Weltmeisterschaften in Lima mit 55,48 s nicht über den Vorlauf hinaus. 2025 gewann sie bei den Spielen der kleinen Staaten von Europa (GSSE) in Andorra la Vella in 24,31 s die Bronzemedaille im 200-Meter-Lauf hinter der Zyprerin Olivia Fotopoulou und Alessandra Gasparelli aus San Marino. Zudem siegte sie dort in 46,61 s mit der 4-mal-100-Meter-Staffel und gewann über 4-mal 400 Meter in 3:40,75 min die Bronzemedaille hinter den Teams aus Zypern und Andorra. Anschließend wurde sie bei der 3. Liga der Team-Europameisterschaft in Maribor in 23,44 s Erste über 200 Meter und stellte damit einen neuen Landesrekord auf und wurde im 100-Meter-Lauf in 11,69 s Dritte hinter Alessandra Gasparelli aus San Marino und der Aserbaidschanerin Lamiyə Vəliyeva. Daraufhin schied sie bei den U20-Europameisterschaften in Tampere mit 12,06 s in der ersten Runde über 100 Meter aus und belegte in 24,07 s den siebten Platz über 200 Meter.
2024 wurde Eir Hlésdóttir isländische Meisterin im 200- und 400-Meter-Lauf. Zudem wurde sie 2024 und 2025 Hallenmeisterin über 200 Meter sowie 2025 auch über 60 Meter und 400 Meter sowie in der 4-mal-400-Meter-Staffel.

## Persönliche Bestzeiten
- 100 Meter: 11,69 s (+0,1 m/s), 24. Juni 2025 in Maribor
  - 60 Meter (Halle): 7,53 s, 22. Februar 2025 in Reykjavík
- 200 Meter: 23,44 s (+1,1 m/s), 25. Juni 2025 in Maribor (isländischer Rekord)
  - 200 Meter (Halle): 23,69 s, 23. Februar 2025 Reykjavík (isländischer Rekord)
- 400 Meter: 55,01 s, 18. Mai 2024 in Malmö
  - 400 Meter (Halle): 54,70 s, 27. Januar 2025 in Reykjavík